# Рефос (Белуно)
Рефос (итал. Refos) је насеље у Италији у округу Белуно, региону Венето.
Према процени из 2011. у насељу је живело 31 становника. Насеље се налази на надморској висини од 334 м.